# Pelourinho de Pinheiro da Bemposta
O Pelourinho de Pinheiro da Bemposta localiza-se no largo fronteiro aos antigos Paços do Concelho da Bemposta, na atual freguesia de Pinheiro da Bemposta, Travanca e Palmaz, no município de Oliveira de Azeméis, distrito de Aveiro, em Portugal.
Encontra-se classificado como Imóvel de Interesse Público desde 1933.

## Características
Trata-se de um monumento quinhentista assente sobre um soco circular de três degraus. O fuste, monolítico e liso, antecede um capitel que suporta um corpo paralelepipédico decorado com duas esferas armilares, a cruz de Cristo e a pedra de armas de D. Manuel I. Remata o conjunto uma bandeira de ferro.